# Neofacydes albescens
Neofacydes albescens är en stekelart som först beskrevs av Joseph Kriechbaumer 1898.  Neofacydes albescens ingår i släktet Neofacydes och familjen brokparasitsteklar. Inga underarter finns listade i Catalogue of Life.